# 빼앗긴 자들
《빼앗긴 자들》(The Dispossessed: An Ambiguous Utopia)은 어슐러 르 귄이 1974년에 발표한 SF 소설로, 헤인(Hain) 시리즈의 다섯 번째 장편작이다. 휴고상과 네뷸러상을 수상하였다. 세티 항성계의 쌍둥이 행성인 아나레스(Anarres)와 우라스(Urras)를 배경으로 하여, 아나레스 출신의 물리학자인 쉐벡(Shevek)을 중심으로 이야기를 전개해간다.

## 배경

### 우라스
물이 매우 풍족하며 크게 두개의 대륙으로 구성되어 있다. 에이-이오(A-Io)와 츄(Thu)라는 두 강대국이 있는데, 에이-이오는 자본주의 경제 체제를, 츄는 사회주의 경제 체제를 가지고 있다. 이외에도 몇몇 작은 나라들이 더 있다.

### 아나레스
우라스와는 달리 물이 적어 하나의 대륙이 두개의 큰 바다를 둘러싸고 있는 형태의 지형을 가지고 있다. 척박한 기후의 영향으로 말과 같은 큰 동물은 거의 존재하지 않으며 벌레와 갑각류가 육상 동물의 전부이다. 반면 바다 생물은 몇 백만 년간 서로 단절되어 있어 고립된 환경 속에서 다양하게 진화해왔다. 식물도 험한 자연 환경에서도 살아남을 수 있는 홀럼 나무가 대표적인데, 이를 이용하여 식량과 옷을 만들기 위한 재료를 얻곤 한다.
이백년여 전, 우라스의 혁명가인 오도(Laia Odo)의 사상을 좇아 그들만의 사회를 만들기 위해 아나레스로 이주한 이들이 현재의 아나레스인들의 조상이다. 아나레스인은 자신들을 오도니안(Odonian)이라 칭한다. 아나키즘과 유사한 형태의 사회 공동체를 이루고 있다. 개인 소유보다는 공동체의 구성원들끼리 공유하며 협동을 추구한다. 모든 구성원은 계급등으로 구분되어 있지 않으며, 그들을 통제하는 권력도 존재하지 않는다. PDC(Production and Distribution Coordination)이라는 행정·관리 네트워크가 존재하지만 생산 활동을 관리할 뿐이다. 구성원들은 성별에 관련 없이 자신의 흥미, 재능, 힘에 따라 일을 선택할 수 있는데, 다이브랩이라는 컴퓨터가 이러한 점들을 고려하여 노동 배분을 한다. 아나레스인들은 척박한 환경에서 살아남기 위해서, 사회적 필요에 의해 노동 배분을 받으면 어디든 달려가 일을 할 준비가 되어 있다.
아나레스인은 프라 어라는 인공어를 사용한다. 오도니안의 이상에 맞게 만들어진 이 언어는 상호 협동, 나눔에 대한 어휘가 중시되고, 계급적인 비교 우위의 뜻을 지닌 어휘나 자본주의적, 폭력적인 개념을 지칭하는 어휘는 거의 없다. 이러한 특징은 어린 아이들이 교육을 받을 때에도 명백하게 드러난다.
의식주의 경우도 개인이 소유한다기보다는 공동체의 구성원들끼리 나눠쓴다는 개념에 가깝다. 숙소의 경우 필요하다면 빈 방이 있는 경우 누구나 사용할 수 있다. 미성년자나 반려가 없는 경우 대개 넷에서 열명 정도가 함께 생활하는 편이며 방의 크기는 선택 가능하고, 룸메이트가 마음에 들지 않으면 다른 숙소로 옮길 수도 있다. 개인실도 존재하나, 아이들이 개인실에서 혼자 자는 것은 숙소의 다른 아니들을 참을 수 없을 정도로 괴롭힌 경우이다. 반면 어른들의 경우는 대개 성적인 프라이버시를 위한 것이다. 의류의 경우, 지역의 의복 창고에서 받을 수 있다.
남녀 관계는 상당히 자유로우며, 사춘기 무렵부터 성적 욕구가 완전히 채워지는 것이 정상인 사회라 강간은 극히 드물다. 결혼과 같은 법적 구속력이 있는 제도는 없으나, 두 당사자간의 상호 합의하에 반려를 구해 동거하기도 한다. 반려 관계를 형성하고 유지하기로 한 이들은 노동 배분에서도 되도록 함께 머무를 수 있도록 배려를 받곤 하나, 대가뭄 대처와 같은 시급한 노동 배분이 떨어지게 되면 떨어지기도 한다.